# Nanstallon
 (mars 2024).
Nanstallon est un village des Cornouailles, en Angleterre. Le village fait partie de la paroisse civile de Lanivet.